# سانت سيباستيان (بوتيتشيلي)
القديس سيباستيان هو لوحة للقديس المسيحي المعروف باسم رسام عصر النهضة الإيطالي ساندرو بوتيتشيلي ، الذي أُعد في عام 1474 لصالح كنيسة سانتا ماريا ماجوري ، فلورنسا. يقع في متحف برلين الوطني في برلين.
كان القديس سيباستيان من بوتيتشيلي أول عارية على نطاق واسع. تم عرضه في كنيسة سانتا ماريا ماجوري في فلورنسا على عمود. اختار أن يصور القديس سيباستيان شابًا. وخلفه منظر طبيعي بسيط يضم مدينة يبدو أنها فلمنكية. اللوحة بسيطة للغاية ، وهي سمة من لوحات فلورنسا خلال تلك الفترة. اللوحة غير معقدة - تم رسمها بحيث يستمتع بها المشاهد ويعجب بها.
وُلد سيباستيان في مدينة ناربون الفرنسية الجنوبية في القرن الثالث. استشهد في روما خلال القرن الثالث. حيث تعرض للضرب والقتل بسبب معتقداته المسيحية. عندما تحول إلى المسيحية ، أمر سيده ديوكلتيانوس بإعدامه من قبل الرماة والقوس والسهام بسبب معتقداته. الرماة ، اعتقادا منهم أن سيباستيان كان على وشك الموت ، تركوه ليموت ، ولكن تم العثور عليه من قبل أرملة تدعى إيرين. اهتمت إيرين به حتى أصبح بصحة جيدة مرة أخرى. عندما عادت حالته الصحية، و واجهه حول الطريقة التي يعامل بها المسيحيين. بسبب هذه المواجهة ، تعرض سيباستيان للضرب حتى الموت وتخلص من جثته في نظام الصرف الصحي المحلي.
أصبح سيباستيان قديسًا موقرًا عندما روى التاريخ قصته. بدأت لوحة بوتيتشيلي قصة سيباستيان عن محاولة القتل بعد أن تركه الجنود. يمكن رؤية الجنود وهم يطلقون النار في الخلفية. أظهر بوتيتشيلي أن سيباستيان في سلام رغم إصابة جسده. كان سيباستيان يصور عادة على أنه رجل ملتح. تم استبدال هذه اللوحات في نهاية المطاف بالإصدار الأصغر سناً تقريبًا مثل بوتيتشيلي. أصبح سيباستيان شفيع الطاعون بسبب رؤوس الأسهم.
وجد بوتيتشيلي أن مراحل حياة سيباستيان يمكن أن تكون موازية لمراحل حياة المسيح. تمثل معاناة سيباستيان ضحايا الطاعون البائسة. أظهر سيباستيان النصر على الموت ، كما فعل المسيح.